# Борис (псковский посадник)
Борис (Борисъ) (ум. 1 июня 1312 г.) — псковский посадник в 1308—1312 гг.

## Посадничество
Впервые в псковских летописях посадник Борис упоминается под 1308 году, когда он занимался мощением Торговища в Пскове. 7 июня 1309 г. он вместе с псковичами заложил стену от церкви святого Петра и Павла до реки Великой. В третий раз в летописях он фигурирует в связи с собственной смертью 1 июня 1312 г.
Помимо летописных известий, имеется выходная запись писца Максима-Станимира, датируемая около 1310 г. В ней перечисляются лица, при которых была написана рукописная книга упомянутого писца — новгородский архиепископ Давид, новгородский князь Михаил, псковский князь Иван Федорович и посадник Борис.
Историк В. Л. Янин считал Бориса первым псковским посадником. С этим не согласен А. В. Валеров, так как ещё под 1132 г. в летописях Мирослав Гюрятинич значится псковским посадником.